# Jan Horák-Hasenberger
Jan Horák-Hasenberger (kolem roku 1500 Klapý – 1.–4.? března 1551) byl 39. proboštem litoměřické kapituly v letech 1542–1551.

## Studium
Jan Horák byl rodák z obce Klapý pod hradem Hazmburkem u Libochovic. Jeho rodiče byli zřejmě zámožní a přestěhovali se do Litoměřic a stali se tamními měšťany. Po přestěhování rodiny Horáků do Litoměřic získal rod později roku 1541 šlechtický titul. Podle soudobých zvyků se Horák psal Horatius Hasenbergius podle hradu Hazmburku, jak se Bohuslav Balbín domníval a napsal. Hrad Hazmburk byl již roku 1586 pustý, jeho držitelé přesídlili do Budyně.
Jejich syn Jan byl nadaný, a proto studoval na univerzitě v saském Lipsku, nejdříve filozofii a pak teologii. Seznámil se tehdy v Lipsku s Johannem Cochläusem a Vavřincem Hochwartem, již zkušenými duchovními. Mladý Horák pomáhal uvedeným humanistům při jejich práci. Cochläus publikoval studii o Mistru Janu z Příbrami, stoupenci podobojí, a v předmluvě je studie věnována právě Horákovi. V soudobé náboženské situaci se stal i vynikajícím kazatelem a diskutérem. Jan Horák mu daroval své duchovní básně a promluvu. Začalo stále více rozporů mezi Martinem Lutherem a duchovními věrnými katolicismu. Do diskusí se zapojil i Jan Horák, který nezištně poskytl a věnoval J. Cochläusovi i další své vydané práce a rukopisy. Pasovský kanovník Vavřinec Hochwart, činný i v Římě, se účastnil známého Tridentského koncilu roku 1551 jako uznávaný významný soudobý historik. Mezi zásadní odpůrce Luthera patři i učený dominikán P. Johann Mensing (Mentzinger) vedoucí ostré polemiky proti stoupencům Luthera. I s ním byl Horák ve spojení. Další četnou korespondenci měl Horák s Fridrichem Nauseou, humanistou a pozdějším biskupem ve Vídni (1541–1552).
V Lipsku Jan Horák ukončil své vysokoškolské teologické vzdělání jako magistr teologie a filozofie. Saský vévoda Jindřich do Lipska povolal Luthera, Melanchtona, Jana Horáka a další.

## Vychovatel a diplomat
Jan Horák univerzitu opustil a věnoval se vychovatelství. V Lipsku zůstal Horák až do dubna 1529, jak vyplývá z jeho korespondence s pražským administrátorem Ernestem von Schleinitz. Vychovatelství se věnoval Horák intenzivně a s velkými úspěchy. V letech 1540–1541 byl vychovatelem dětí císaře Ferdinanda I. Na radu císařovny Anny učil děti latině a češtině. Horák vypracoval pro tento typ praktické výchovy: „Úvod do českého jazyka“. Císař Ferdinand poznal Horákovy schopnosti a pověřil ho důležitými diplomatickými úkoly jako svého poradce. Ferdinand I. ho jmenoval zástupcem císaře na tridentském koncilu.

## Církevní kariéra
Roku 1528 byl Horák jmenován olomouckým kanovníkem i kanovníkem vratislavským a roku 1534 se stal kapitulním děkanem litoměřickým. Po úmrtí olomouckého biskupa Stanislava Thurza byl Horák vážným kandidátem na biskupský stolec v Olomouci a současně s ním byl kandidátem Dubravius. Již 4. dubna 1541 se Horák a Dubravius dohodli a biskupem se stal Jan Dubravius (1541–1553). Jan Horák byl jmenován papežem koadjutorem (600 zlatých ročně) a potvrzen Ferdinandem I. Následujícího roku 1542 byl Jan Horák jmenován proboštem litoměřickým a uvažovalo se, že se stane příštím papežským arcibiskupem. Čeští stavové se tehdy dohodli, že budou prosazovat toho, kdo bude ochoten světit jak katolické, tak i utrakvistické kněze. Navržen byl Jan Horák, jehož podporoval Ferdinand I., který požádal o stanovisko Jana Horáka. Ten odpověděl, že je ochoten tehdy velice obtížnou funkci převzít. Císař mu slíbil podporu při volbě. Jednání bylo vzhledem ke stávající situaci složité a obtížné a trvalo dlouho.
Roku 1547 byl Horák po stavovské porážce pověřen císařským mandátem provést v litoměřickém děkanátu katolickou reformu.
Jan Horák bohužel roku 1551 zemřel, aniž bylo rozhodnuto o tom, kdo má být pražským arcibiskupem.

## Ekonomická správa proboštství
Energický probošt Horák věnoval v Litoměřicích velkou pozornost ekonomickým problémům jak kapituly, tak i jejích členů. Znovu získal zpět pro kapitulu statek Třeboutice s Křešicemi, kterého se roku 1436 zmocnilo město Litoměřice ještě za císaře Zikmunda za 100 kop českých grošů. V souvislosti se stavovským povstáním roku 1547 byl po porážce českých stavů statek Třeboutice a Křešice za trest městu Litoměřicím zkonfiskován. Probošt Horák roku 1550 poslal latinskou supliku, aby uvedené statky byly kapitule vráceny, když kapitula před rokem 1436 tak dlouho oba statky držela. Ferdinand I. prosbě vyhověl a císařským dekretem nechal předat oba statky zpět litoměřické kapitule. Statky předával kapitule podle císařského rozhodnutí Jan Kaplíř ze Sulevic seděním na Košťálově.
Probošt Horák, na rozdíl od některých svých předchůdců, udržoval dobré styky jak s městem, tak i se sousedy. I tento vztah způsobil, že v převážně utrakvistických Litoměřicích mohly v podstatě nerušeně vykonávat své poslání dominikánský klášter sv. Michala a minoritský klášter sv. Jakuba.
Horákovi se podařilo získat zpět i některé vinice, které využívali litoměřičtí měšťané, museli však platit nájem. V případě špatného výnosu nemohli odvádět kapitule dohodnuté naturální desátky ani víno. Proto byly roku 1545 uzavřené dohody, že místo vinohradů mohl být pěstován šafrán, ovoce nebo obilí. Kapitula získala zpět rovněž výnosnou hospodu v Želeticích za litoměřickým mostem.

## Styky s humanisty
Litoměřický probošt měl rozsáhlé styky, přátele a dobrodince jak duchovní, tak i světské, s nimiž byl v osobním i písemném styku. O styku s humanisty v Lipsku byla zmínka již výše. Cochläus se pokusil zpracovat polemiky k dějinám husitství roku 1549 v díle „Septiceps Lutherio“ (Sedmihlavý Luther), které poslal proboštu Horákovi. Roku 1535 podnítil Horák Cochläuse, aby byla vydána poetická díla humanisty, kanovníka svatovítského Fagella Villatica Šimona v Praze a probošta u Všech svatých tamže. Kanovník pak poděkoval Janu Horákovi za jeho pomoc.
Probošt Jan Horák-Hasenberger zemřel v Augsburgu u známé rodiny Fuggerů mezi 1.–4. březnem 1551 (zde panuje drobná nejistota, který den to byl přesně). Zachovaná zůstala inventura jeho majetku, který zahrnoval také některá privilegia litoměřické kapituly, knihovnu a další.
Kapitula v něm měla starostlivého otce, který sledoval jako stále v místě sídlící prelát její život i rozvoj a s ní i rozvoj celého města Litoměřic, s jehož představiteli měl přátelské styky až do smrti.